# Macosquin
Macosquin (Maigh Choscáin in gaelico irlandese) è un villaggio dell'Irlanda del Nord, situato nella contea di Londonderry.